# Poa sylvestris
Poa sylvestris là một loài cỏ trong họ hòa thảo, thuộc chi poa.